# General der Kavallerie

image du grade "Général de Cavalerie"

Le grade de General der Kavallerie en français : « général de cavalerie » est un grade d’officier général de la Heer, l'armée de terre allemande, qui est équivalent à celui de général de corps d'armée en France.

## Historique
Le grade de General der Kavallerie est utilisé depuis le XIXe siècle. Il se situe entre le grade de Generalleutnant et celui de Generaloberst dans la Wehrmacht. Il correspond au grade de général de corps d'armée dans l'armée française contemporaine. En 1935, la Wehrmacht introduisit de nouveaux grades à côté des anciens : General der Nachschubtruppe (approvisionnement), General der Gebirgstruppen (troupes de montagne), General der Fallschirmtruppen (troupes parachutistes) et General der Nachrichtentruppen (troupes de transmissions).

## Correspondance dans les autres armes (de la Heer ou de la Luftwaffe)

### Heer (armée de terre)
- General der Infanterie pour l'infanterie
- General der Kavallerie pour la cavalerie
- General der Artillerie pour l'artillerie
- General der Panzertruppe pour les troupes blindées (de) (1935-1945)
- General der Pioniere pour le génie (1938-1945)
- General der Gebirgstruppe pour les troupes de montagne (de) (1940-1945)
- General der Nachrichtentruppe pour les services des transmissions (1940-1945)

### Luftwaffe (armée de l'air)
- General der Fallschirmtruppe pour les unités parachutistes
- General der Jagdflieger pour la chasse aérienne ; dans ce cas, il ne s'agit pas d'un grade mais d'une fonction d'inspection (sans commandement)[a]
- General der Flieger pour les unités aériennes (sans précision)
- General der Flakartillerie pour la défense antiaérienne
- General der Luftnachrichtentruppe pour les transmissions dans l'armée de l'air
- General der Luftwaffe pour l'armée de l'air, de manière non précise

## Armées autrichiennes
General der Kavallerie est aussi un ancien grade dans l'armée de l'Empire autrichien, à peu près le même que celui de commandant de corps. Il a été l'un des grades inférieurs à Feldmarschall et est l'équivalent de Feldzeugmeister, un grade pour les généraux d'infanterie et d'artillerie. Le grade inférieur à ceux de General der Kavallerie et Feldzeugmeister est celui de Feldmarschallieutenant (commandant de division).

## Liste des officiers ayant porté ce grade
A
- Johann Nepomuk von Appel (de) (1826-1906)
- Heinrich Moritz von Attems-Heiligenkreuz (de) (1852-1926)

B
- Maximilien Antoine de Baillet de Latour (1737-1806)
- Josef Benkeö von Kezdi-Sarfalva (de) (1842-1919)
- Anatol von Bigot de Saint-Quentin (de) (1849-1932)
- Karl von Bigot de Saint-Quentin (de) (1805-1884)
- Peter von Blanckensee (de) (1659-1734)
- Ernst von Blankenstein (de) (1733-1816)
- Diether von Boehm-Bezing (de) (1880-1974)
- Ludwig von Borstell (1773-1844)
- Karl Heinrich Emil Alexander von Borstell (1778-1856)
- Moritz Heinrich von Boyneburg (de) (1788-1868)
- Walter Braemer (de) (1883-1955)
- Georg Brandt (de) (1876-1945)
- Theodor Brantner (sl) (1882-1964)
- Anatol Graf von Bredow (de) (1859-1941)
- Hermann von Broizem (de) (1850-1918)

C
- Eduard Clam-Gallas (1805-1891)
- Peter von Colomb (1775-1854)

D
- Georg Ludwig von Dalwig (de) (1725-1796)
- Franz Maria von Dalwigk zu Lichtenfels (de) (1876-1947)
- Felix von Damnitz (de) (1847-1926)
- Georg von der Decken (de) (1787-1859)

E
- Günther von Etzel (1862-1948)

F
- Alfred von Fabrice (de) (1818-1891)
- Eugen von Falkenhayn (de) (1792-1853)
- Eugen von Falkenhayn (de) (1853-1934)
- Kurt Feldt (1897-1970)
- Hans Feige (1880-1953)
- Louis Charles Folliot de Crenneville (1763-1840)
- Ignaz von Fratricsevics (de) (1820-1887)

G
- Otto von Garnier (1859-1947)
- Konstantin von Gebsattel (de) (1854-1932)
- Ludwig von Gebsattel (de) (1857-1930)
- Curt Ludwig von Gienanth (de) (1876-1961)
- Karl Friedrich von der Goltz (1815-1901)
- Karl von Gorzowsky (1778-1858)
- Konrad von Goßler (de) (1881-1939)
- Hermann von Guretzky-Cornitz (de) (1828-1892)

H
- Maximilian von Hagenow (de) (1844-1906)
- Franz Haller von Hallerkeö (de) (1796-1875)
- Erik-Oskar Hansen (1889-1967)
- Ignaz zu Hardegg (de) (1772-1848)
- Gustav Harteneck (1892-1984)
- Carl von Hänisch (1829-1908)
- Konrad von Hausmann (de) (1853-1923)
- Philipp von Hellingrath (de) (1862-1939)
- Louis von Hesberg (de) (1824-1909)
- Ernst von Hoeppner (1860-1922)
- Leonhard von Hohenhausen (de) (1788-1872)
- Frédéric de Hohenzollern-Sigmaringen (1843-1904)
- Gustav von Hollen  (1851-1917)
- Victor von Hennigs (de) (1848-1930)

I
- Johann Ludwig Hektor von Isolani (de) (1586-1640)

J
- Walther von Jagow (1867-1928)
- Johann Franz Anton Jörger von Tollet (de) (1670-1738)

K
- Hugo von Kayser (de) (1873-1949)
- Michael Kienmayer (1755-1828)
- Philipp Kleffel (1887-1964)
- Eugen von Kirchbach (de) (1835-1911)
- Karl von Kirchbach auf Lauterbach (1856-1939)
- Johann von Klenau (1758-1819)
- Rudolf Koch-Erpach (1886-1971)
- Karl-Erik Köhler (1895-1958)
- Georg Ludwig Egidius von Köhler (1734-1811)
- Dezső Kolossváry de Kolozsvár (de) (1855-1919)
- Götz von König (1849-1934)
- Ernst-August Köstring (de) (1876-1953)
- Franz Kreß von Kressenstein (de) (1881-1957)
- Karl Kress von Kressenstein (de) (1781-1856)
- Hans Krug von Nidda (de) (1857-1922)
- Alfred von Kühne (1853-1945)

L
- Maximilian von Laffert (1855-1917)
- Georg von Lehmann (de) (1856-1936)

M
- Wolf Rudolf Marschall von Altengottern (1855-1930)
- Georg von der Marwitz (1856-1929)
- Maximilian de Merveldt (1764-1815)
- Johann Friedrich von Mohr (de) (1765-1847)
- Walther von Moßner (1846-1932)

N
- Hermann von Nostitz-Rieneck (de) (1812-1895)

O
- Andreas O'Reilly von Ballinlough (en) (1742-1832)
- Franz von Ottinger (de) (1793-1869)

P
- Friedrich von Perponcher-Sedlnitzky (de) (1821-1909)
- Karl von Pflanzer-Baltin (1855-1925)
- Curt von Pfuel (1849-1936)
- Theophil von Podbielski (1814-1879)
- Günther von Pogrell (de) (1879-1944)
- Maximilian von Poseck (de) (1865-1946)
- Frédéric de Prusse (1794-1863)
- Franz Adolf Prohaska von Guelfenburg (de) (1768-1862)

R
- Alfred von Rauch (1824-1900)
- Friedrich von Rauch  (1855-1935)
- Gustav Waldemar von Rauch  (1819-1890)
- Karl von Reyher  (1786-1857)
- Albert von Rheinbaben (1813-1880)
- Manfred von Richthofen  (1855-1939)
- Johann von Riesch (1750-1821)
- Franz Seraph von Rosenberg-Orsini (1761-1832)

S
- Friedrich Wilhelm von Seydlitz (1721-1773)
- Ludwig Roth von Schreckenstein (1789-1858)
- Franz Schlik zu Bassano und Weißkirchen (1789-1862)
- Woldemar de Schleswig-Holstein-Sonderbourg-Augustenbourg (de) (1810-1871)
- Rudolf von Schön (1810-1891)
- Adolf Senfft von Pilsach (de) (1816-1897)
- Ludwig von Schlotheim (1818-1889)
- Alfred von Schlieffen (1833-1913)
- Otto von Stetten (de) (1862-1937)
- Friedrich von der Schulenburg (1865-1939)
- Georg Stumme (1886-1942)
- Leo Geyr von Schweppenburg (1886-1974)

T
- Ferdinand Tige (de) (1719-1811)
- Friedrich Karl von Tettenborn (1778-1845)
- Hermann von Tresckow (1849-1933)

U
- Kurt von Unger (de) (1859-1931)
- Wolfgang von Unger (1855-1927)

V
- Nicolas-Charles de Vincent (1757-1834)

W
- Karl von Wedel (1842-1919)
- Maximilian von Weichs (1881-1954) — plus tard promu au grade de Generalfeldmarschall
- Paul von Wernhardt (de) (1776-1846)
- Siegfried Westphal (1902-1982)
- Ferdinand von Wintzingerode (1770-1818)
- Eugen Wratislaw von Mitrowitz (de) (1786-1867)

Z
- Ferdinand von Zeppelin (1838-1917)
- Hans Joachim von Zieten (1699-1786)